# Валентина Александрова
Валентина Николаева Александрова  е българска оперна певица - сопран, професор по оперно пеене в Академията за музикално, танцово и изобразително изкуство в Пловдив.
Първоначално започва да се занимава с пеене под ръководството на Сия Войникова. Завършва Държавната музикална академия със специалност класическо пеене, в класа на проф. Петър Райчев. Тя е един от основателите на Пловдивската народна опера от 1953 година, а до 1986 г. една от нейните най-изявени солистки.
Изиграва централните роли в оперите „Травиата“ и „Риголето“ (Верди), „Бохеми“ и „Джани Скики“ (Пучини), „Любовен еликсир“, „Звънчето“ и „Рита“ (Доницети), „Сватбата на Фигаро“, „Вълшебната флейта“ и „Дон Жуан“ (Моцарт), „Фауст“ (Гуно), „Продадена невеста“ (Сметана), „Ловци на бисери“ и „Кармен“ (Бизе), „Антигона-43“ (Пипков), „Лугидия“, „Милионерът“, „Златната ялълка“ (Хаджиев), „Умницата“ (Орф) и други. Има многобройни гастроли в България и чужбина (Дания, Германия, Русия, Чехия, Унгария, Финландия, Румъния, Сърбия, Китай). Паралелно с оперната си дейност, реализира многобройни участия в камерни кантатно-ораториални концерти. Нейният репертоар обхваща широк кръг автори.
Много нейни изпълнения са запазени като студийни записи в България и чужбина. От 1968 г. е преподавател по оперно пеене в Академия за музикално и танцово изкуство в Пловдив. До края на 1999 г. е ръководител на катедра „Класическо пеене“. Автор е на редица учебни пособия.

## Награди
- ІІ награда от Международния конкурс за певци и инструменталисти, Варшава (1955);
- Орден „Кирил и Методий“;
- Награда „Пловдив“ (1972);
- Академична награда „Медения чан“.